# Wolsum
Wolsum is een dorp in de gemeente Súdwest-Fryslân, in de Nederlandse provincie Friesland. Wolsum bestaat uit een klein groepje huizen en boerderijen aan de beide kanten van de Wolsumerwei en ligt ten zuidoosten van Bolsward, tussen Blauwhuis en Nijland.
In 2023 telde het dorp 150 inwoners, waarvan 60 binnen de dorpskern wonen. In het postcodegebied van Wolsum liggen de buurtschappen Jouswerd, Laad en Zaad (deels), Remswerd, Vijfhuis en Wolsumerketting.

## Geschiedenis
Wolsum is in de middeleeuwen ontstaan op een terp niet ver van de Wijmerts. Het dorp werd in 1404 vermeld als Wilzen, in 1481 als Wilsum, in 1502 als Wolsimma en in 1505 als Wolsum. De plaatsnaam zou verwijzen naar een woonplaats (heem/um) van de persoon Wil of Willa.
Tot 2011 behoorde Wolsum tot de voormalige gemeente Wymbritseradeel.

## Kerk
De huidige kerk van het dorp, de Pancratiuskerk werd rond 1870 gebouwd als vervanger van een middeleeuwse kerk die gewijd was aan Sint-Martinus.
De huidige zaalkerk met eclectische elementen heeft een driezijdige koorsluiting en een houten geveltoren met ingesnoerde spits. Het is gewijd aan de Pancratius.

## Cultuur
Jaarlijks vindt in maart het popfestival Rock By Rein plaats.

## Geboren in Wolsum
- Rients Feikes de Boer (1869-1951), boer en politicus